# 조선 전기의 과학과 기술
조선전기의 과학기술은 한국사상(韓國史上) 그 유례를 찾아볼 수 없는 황금기였다. 태종(太宗)대의 과학문화 정책을 이어받은 세종(世宗)대에는 이례적(異例的)으로 이론과 실천이 조화되어 학자·정치가·기술자들이 협력하여 과학기술의 통일성을 이룰 수 있었고, 민중의 생활 향상을 위하여 과학기술이 기여하였던 시대였다. 많은 유능한 인재를 찾아 정부의 적극 후원하에 공동연구케 하니, 1402년 태종대의 금속활자 인쇄나 세종대에 이룩된 많은 과학적 거작(巨作)은 이러한 노력의 소산(所産)이었다. 특히 중국 과학기술의 의존에서 탈피하여 자립(自立)하려는 자주적 움직임은 이전에도 때때로 대두되었지만 세종대를 전후한 조선 초에 더욱 두드러졌다.  세종대에 자주적 역법(曆法)의 확립을 계기로 시작된 천문관측의상(天文觀測儀象)의 대규모적 제작은 천문학과 기상학을 고도로 발전시켰고, 그러한 기운은 농업·지리학·의학 및 물리학적 기술에 이르기까지 확대되었다. 또 수많은 과학기술서가 저술되었는데, 그것들은 새로이 개량된 능률적인 활판인쇄에 의하여 출판되었다. 조선시대에 출판된 저명한 과학서적의 반이나 되는 분량이 조선 초기의 1세기 동안에 이루어진 것은 그들의 자립적 과학기술 개발을 위한 노력이 얼마나 컸던가를 말해 주고 있다. 그러나 이런 노력과 성과도 15세기 말 이후의 정책적 빈곤과 곧이어 거듭된 두 차례에 걸친 외적(外敵)의 침략으로 좌절되고 말았으며 다시 부흥되기까지 수세기가 소요되었다.

## 천문학
조선의 천문학은 고려의 제도를 계승하여 서운관(書雲觀)을 두고 천체관측과 기상관측기계의 제작과 시설의 정비, 관측 제도의 완비와 자주적 역법체계(曆法體系)의 확립을 위하여 노력하였다. 세종 15년(1433)에는 천문관측 의상(儀象)인 혼천의(渾天儀)를 완성하였고 또한 간의대(簡儀臺)를 설립하여 본격적인 천문학 발전의 기틀을 확립하였다. 이어서 해시계인 앙부일구(仰釜日晷)와 물시계인 자격루(自擊漏)를 만들었고 자주적 역법(曆法)의 확립을 위하여 역서(曆書)인 <칠정산내외편(七政算內外篇)>을 간행하니 조선의 역법은 완전히 정비되었다. 그러나 우주의 본질과 체계에 관한 이론은 중국 고대의 혼천설(渾天說)에서 벗어나지 못하고 있었다.
조선은 농업 사회였으므로 이와 밀접한 관계가 있는 천문(天文)·기상(氣象)·역법(曆法)을 중심한 자연과학 분야에 대한 연구가 활발하여 눈부신 업적을 남겼다. 특히 세종은 과학에 조예가 깊어 측우기(測雨器)·대간의와 소간의(大小簡儀, 천문관측기)·혼천의(渾天儀, 천구의)·앙부일구(해시계)·자격루(自擊漏, 물시계) 등을 발명 제작하였는데 그 중에서도 측우기의 발명은 세계에서 가장 앞선 것이었다. 그 뒤 세조는 지리(地理) 측량기인 규형(窺衡)·인지의(印地儀)를 친히 만들기도 하였다.
천문학은 농업과 직접적인 관련이 있지만, 정치 질서를 하늘의 이치와 관련시켜 보기도 하여 매우 중요하게 취급되었다.
재상이 천문학을 관장하는 관상감(觀象監)의 최고책임자가 되는 까닭도 여기에 있다.
해와 달, 그리고 별에 대한 관측을 위해 세종 때 경복궁 안에 간의대(簡儀臺)라는 천문대를 설치하고 여러 가지 관측기구를 비치·운영했으며, 삼각산·금강산·마니산·백두산·지리산·한라산 등지에도 천문학자를 파견하여 때때로 북극의 높이와 일식·월식 등 천체운행을 관측했다.
이 밖에 세종 때에는 앙부일구(해시계)·일성정시의·자격루(물시계) 등 여러 시계를 만들어 서울 혜정교(惠政橋)와 종묘 앞에 설치하여 시민들에게 시간을 알렸으며, 보루각(報漏閣)을 궁 안에 설치하고 자격루를 비치하여 궁중에 시간을 알렸다(세종 16년).
또 1438년(세종 20년)에는 천민기술자들을 시켜 옥루기륜(물시계)을 만들어 궁 안의 흠경각(欽敬閣)에 설치했는데, 기술 수준이 매우 높았다.
조선 초기 천문학의 성과 중 또 한 가지 주목할 만한 것은 《칠정산(七政算)》이라는 한국 독자적인 달력을 만든 것이다. 이 달력은 1442년(세종 24년)에 집현전과 서운관 학자들이 왕명으로 한국 역대의 역법(曆法)을 종합 정리한 기초 위에 원·명의 역법을 참작하여 만든 것으로 내편과 외편으로 구성되었다. 내편은 북경(北京)을 기준으로 한 중국과 달리 서울을 표준으로 작성한 달력으로서 해와 달 그리고 행성(行星)들이 운행하는 원리와 위치, 시각 등이 오늘날의 달력과 거의 비슷하게 설명되어 있고, 서울 지방의 밤과 낮의 길이가 비교적 정확하게 기록되어 있다. 외편은 우리가 쓰기 위한 달력이 아니라, 이슬람력(회회력)을 이해하기 위해 개정·증보하여 번역해 놓은 것이다.
이 밖에도 농사 진흥과 관련하여 여러 천문서가 더 편찬되었고, 가끔씩 기상변화를 기록하여 놓기도 했다.
조선왕조실록에는 날짜별로 그 날의 일기·달무리·해무리·혜성·지진 등 자연변화에 관한 사항들이 빠짐없이 기록되어 있어 당시 천문·기상학에 관한 위정자의 관심과 이해 수준을 엿볼 수 있다.

## 해시계
해시계 제작에 대한 공식적인 기록은 <세종실록(世宗實錄)>에서 처음으로 발견된다. 세종대에 제작된 해시계는 앙부일구(仰釜日晷), 현주일구(懸珠日晷), 천평일구(天平日晷), 정남일구(定南日晷)와 규표(圭表)의 5종류로 정초(鄭招), 장영실(蔣英實), 김빈, 이천, 김돈(金墩) 등이 세종 19년(1437) 4월에 완성한 일련의 천문의기(天文儀器) 중의 일부이다. 이 해시계들은 원(元)대의 천문학자 곽수경(郭守敬)이 만든 천문의기의 영향과 전통을 이어받은 것이다.

## 최초의 표준시계
조선이 도성을 한양(漢陽)으로 옮긴 후 새로운 표준시계의 설치가 요청되어 태조(太祖) 7년(1398)에는 물시계인 경루(更漏)가 서울의 중심지에 설치되었다. 새로운 물시계와 함께 종루(鐘樓)가 세워지고 새로 만든 대종(大鐘)을 걸어서 도성의 표준시간을 알리는 데 썼다. 그래서 종루와 물시계가 있는 거리를 종로(鐘路)라 불렀다.

## 역법
조선은 고려에 이어 대통력(大統曆)을 썼지만 일월교식(日月交蝕) 및 5성(星)의 행도(行度)는 곽수경(郭守敬)의 수시력(授時曆) 시행 이후 그 산술(算術)을 알지 못하여 세종대까지의 우리나라 역서(曆書)에는 일월교식 및 5성의 두 부분을 빼놓지 않을 수 없었다. 세종은 그것을 추보(追補)하여 보완케 하였고, 세종 15년(1433) 정인지(鄭麟趾), 정초(鄭招), 김담(金淡), 이순지(李純之) 등의 학자들에게, 그간 연경(燕京)을 표준으로 추산한 역서를 교정하지 않고 사용한 데서 온 착오를 해소하기 위해서, 역서인 <칠정산내외편(七政算內外篇)>을 찬하도록 하였다. <칠정산내외편>의 완성으로 조선의 역법은 완전히 정비되어, 이 때부터 대통력은 '중국력'이라 하였고 <칠정산내편>은 본국력(本國曆)이라 했으니 우리나라는 오랫동안의 중국역법 의존에서 어느 정도 독자적 역법을 만들어 낼 수 있는 단계에까지 이를 수 있게 된 셈이다. 이리하여 연산군 10년(1504) 12월에는 처음으로 한글로 된 역서의 간행을 계획하여 번역을 하게 할 정도로 역서의 보급이 일반화되어 갔다. 그러나 성종(成宗) 대 이후 차츰 침체하기 시작한 조선의 천문학과 수학은 선조(宣祖) 대에 임진왜란의 극심한 전화(戰火)를 치르고 난 후 더욱 급격히 침체화하여 독자적 역법의 계산이 점점 어려워지게 되었다.

## 천체관측
조선의 전후기를 통한 일식관측기사(日蝕觀測記事)를 <증보문헌비고(增補文南犬備考)> 상위고(象緯考)에서 종합하여 보면, 태조대 2회, 정종대 1회, 태종대 3회, 세종대 11회, …… 고종대 19회 등 총계 190회에 달한다. <이조실록(李朝實錄)>에 기록된 일월식 기사에 의하면, 당시 관측규정은 <서운관지(書雲觀志)>의 일월식관측 규정대로 식(蝕)의 시각(時刻)과 시간, 방향, 정도 등을 관측하고 도시(圖示)하였다.  조선의 전후기를 통한 혜성관측기록(彗星觀測記錄)은 객성(客星) 24회, 혜패 79회로 모두 103회에 달한다. 이 밖에도 수백회에 달하는 태양의 흑점(黑點), 유성(流星), 성운(星隕) 및 성운우(星隕雨) 등의 관측기록이 남아 있다.

## 조선 기상학의 성격
근대적 과학으로서의 기상학은 조선 초기에 우리나라에서 처음 강우량(降雨量)의 과학적 측정법(測定法)을 발명함으로써 시작되었다. 강우량이 넉넉지 못하고 우기(雨期)가 편재(偏在)하는 자연적 조건은 조선의 기상학을 농업기상학으로 출발하게 하였으며 농경에 직접적인 영향을 주는 강우량과 우박, 서리, 안개 등의 관측에 관심을 쏟았다. 그러나 정확한 수량적 측정에 주력하였을 뿐 이론적이고 원리적인 학문적 문제의 추구는 천문학의 경우와 마찬가지로 경시되었다. 따라서 기온의 변화와 강우의 예측과 같은 경우는 농가점후법(農家占候法)으로서의 경험적 방법에서 벗어나지 못하였다. 이런 사실은 조석이론(潮汐理論)의 전개에서도 찾아볼 수 있으며 달무리와 햇무리와 같은 기상학적 현상을 지상(地上)의 길흉사(吉凶事)의 발생과 연결시키는 점술적(占術的) 사고가 시종 지배적이었을 뿐 그 기상학적 원인의 추구가 없었다는 사실에서도 찾아볼 수 있다.

## 측우기와 수표의 발명
조선 초기의 강우량 측정법은 비가 땅 속에 스며든 빗물의 깊이를 측정하는 것이었다. 이러한 방법도 처음에는 정기적(定期的)으로 시행된 것이 아니고 농경기나 한발(旱魃)이 계속될 때에만 토성(土性)의 조습(燥濕) 정도를 알 필요에 따라 그때 그때 영(令)을 내려 조사케 했다. 그러나 이러한 측정법은 땅이 말랐을 때와 젖어 있을 때에 따라서 땅 속에 스며드는 빗물의 깊이가 같지 않아 그것을 헤아리기가 어려우므로 보다 과학적인 측정법이 요청되었다. 그리하여 세종(世宗) 23년(1441) 8월에 세계에서 최초로 원통형(圓筒形) 철제우량계(鐵製雨量計)가 발명되었다. 이는 길이 2척(尺, 41.2cm), 지름 8촌(16.5cm)으로 된 철기(鐵器)로 대(臺) 위에 놓고 빗물을 받아 그 깊이를 재서 측정하게 되어 있다. 강우량은 또한 하천수위(河川水位)의 측정에 의해서도 알 수 있기 때문에 세종대의 과학자들은 우량계인 측우기와 함께 하천수위의 측정기구로 척(尺), 촌(寸), 분(分)을 새긴 수표(水標)를 만들어 서울의 중심부를 흐르는 청계천 마전교(馬前橋, 水標橋자리) 서쪽에 하나를 세우고, 한강변 바위에도 세웠다.

## 강우량 측정제도의 확바
세종(世宗) 24년(1442) 5월, 전년(前年)에 발명하였던 강우량 측정기를 개량하여 측우기(測雨器)로 명명(命名)하였다. 또한 개량된 측우기는 길이 1척 5촌, 직경 7촌으로 하여 주척(周尺)을 쓰고, 서운관(書雲觀)에 대(臺)를 만들어 그 위에 측우기를 놓고 비가 그쳤을 때마다 본관 관원(本館官員)이 강우상황을 직접 관찰하여 주척으로써 수심(水深)을 측정하고, 아울러 강우 및 우청일시(雨晴日時)와 수심의 척(尺), 촌(寸), 분(分)수를 기록하여 즉시 계문(啓聞)하고 치부(置簿)케 하였다. 그리고 지방에서는 각 도(道), 군(郡), 현(縣)의 객사정(客舍庭)에 측우기를 두고 수령(守令)이 직접 강우량을 촌본(寸本)까지 측정하여 보고하게 하였다. 이렇게 개량 완성된 이 제도는 강우량 측정법에 있어서 거의 완벽에 가까운 근대적이고도 과학적 방법이었다. 이 측정방법을 오늘날 세계적으로 통용되고 있는 강우량 측정법과 비교할 때 자(尺)를 따로 씀으로 인한 부피의 증가에서 생기는 오차를 생각하지 않았다는 것 이외에는 다른 점이 없다. 당시의 강우량 측정은 수심뿐 아니라, 그 정도에 따라서 미우(微雨), 세우(細雨), 소우(小雨), 하우(下雨), 쇄우(灑雨), 취우(驟雨), 대우(大雨), 폭우 등의 8단계로 분류하는 근대적 방법으로 표현하였다. 세종 24년에 완성된 이 제도는 성종(成宗)대까지는 거의 그대로 실시된 것 같으나 그 후 점차로 침체된 듯하다. 그러나 조선 후기의 영조(英祖)대에 이르러 이 제도는 재출발하게 되었다.

## 풍속과 풍향의 관측
강희맹(姜希孟, 1424-1483)은 그의 저서 <금양잡록(衿陽雜錄)>에서 농가(農家)의 환(患)으로 수한(水旱) 다음으로 풍해(風害)가 있다고 말하면서 우리나라는 지세(地勢)로 보아 바다를 지나서 불어오는 바람은 따뜻하여 운우(雲雨)를 만들고 산을 거쳐 오는 바람은 차서 농작물을 손상시켜, 풍해중에선 동풍(東風)에 의한 것이 많다고 했다. 이것은 우리나라의 기후에 미치는 바람의 영향을 이론적으로 잘 설명한 것으로 농업기상의 선구적 이론의 하나라고 하겠다. 바람의 경향을 중시하던 조선의 기상학자들은 그것을 위하여 풍기죽(風旗竹), 즉 풍향계(風向計)를 설치하였다. 풍향(風向)의 관측(觀測)이 언제부터 시작되었는지는 분명치 않으나 세종 때부터는 풍기죽을 풍기대에 꽂아 놓고 깃발이 날리는 방향으로써 풍향을 관측하였다. 풍기대는 영조(英祖) 46년(1770)에 석대(石臺)로 개량되어 창덕궁과 경희궁에 각각 설치되었고 그 유물이 현존하고 있어, 그러한 사실을 실증적으로 말하여 준다.  풍향은 방향으로 측정되어 24향(向)으로써 표시되었다. 또 풍속(風速)은 그 강약에 따라 몇 단계로 구분되었는데 아마도 강우량의 경우처럼 8단계로 분류했을 것으로 생각된다. 예를 들면 나무가 뽑힐 정도의 바람은 대풍(大風)이라 불렀고, 나무가 뽑히고 기와(瓦)가 날아갈 정도의 바람은 가장 강한 것으로 폭풍이라하고 대풍과 폭풍은 풍이(風異)로 특히 기록되었다. 이러한 풍이의 관측기록은 신라에 24회, 고구려에 4회, 백제에 4회로 합계 32회였고, 고려에는 359년 간에 135회에 달하는 관측기록이 있으나 조선에는 태종(太宗) 12년(1412)에서 영조(英祖) 15년(1739)에 이르기까지 불과 21회에 불과하다. 고려 때에 비하여 철저한 관측을 하지 않은 것으로 해석된다.

## 도량형
고려 말의 사회 경제적 혼란은  도량형제도의 문란을 가져와 조선 태조(太祖) 초에도 주척(周尺)의 길이조차 확실치 않았다. 판중추원사(判中樞院事) 허주(許稠)의 노력으로 태조 2년(1393)에 척도(尺度) 교정(校正)에 의하여 주척을 일단 정비하니 그 길이는 황종척(黃鍾尺)의 0.6척에 해당되었다 한다. 그러나 이것도 전국적으로 완전히 통일되지 못하여 몇 번의 교정 끝에 세종(世宗) 28년(1446) 9월에 12율(律)의 기본음(基本音)인 황종률(黃鍾律)을 낼 수 있는 정확한 황종관(黃鍾管)을 만들고 그 길이를 기준으로 영조척(營造尺)을 만들어 그에 따라 황종척(黃鍾尺), 예기척(禮器尺)·주척(周尺)·포백척(布帛尺) 등을 동으로써 주조하여 각 지방관청에 보내서 표준척으로 삼게 하였다. 또 새로 만든 영조척으로써 곡두근합(斛斗斤合) 즉 양(量)의 체제를 경정(更正)하였다. 그리고 형(衡) 즉 무게의 기준도 황종관에 물을 채워 그 중량(重量)을 표준으로 하였으니, 결국 세종대에 완전히 기틀이 잡힌 도량형의 제도는 황종관을 표준기로 삼았다고 규정할 수 있다. 예종 1년에 완성한 <경국대전(經國大典)>에 의해 도량형제도는 더욱 공고히 법제화되었다.

## 수차
수차(水車)는 그 용도(用途)에 따라서 정곡(精穀), 제분용(製粉用)의 물레방아의 동력(動力)으로서, 그리고 관개(灌漑), 수리용(水利用)의 물레바퀴로서 각각 이름을 달리해서 불렸다. 맷돌로 쓰일 때에는 수년, 수애, 수마(水磨), 수롱 등으로 불리었고, 방아로 쓰일 때에는 수대 또는 기대라고 불리었다. 양수기(揚水機)로서의 수차도 가장 대표적인 용골차(龍骨車)를 번차 혹은 그 회전동력에 따라 답차(踏車)라 불렀다. 양수기로서의 수차는 용골차 이외에도 통차(筒車)가 있다.  <세종실록(世宗實錄)> <지리지(地理志)>에는 서울 세검정(洗劍亭) 부근에 연자방아(水輾)가 있었다고 기록되어 있는데, 그것은 정부양곡을 정곡하기 위하여 세운 상당히 큰 규모였다. 그 연자방아는 수전(水輾)이라고 기록되었으나 그림에서 보는 기대나 연이수마(連二水磨)와 같은 톱니바퀴에 의한 동력 전달장치가 되어 있는 것이었다. 조선시대에 이르러서는 수직축(垂直軸)의 수차는 볼 수 없고 횡축(橫軸)의 수차가 일반화되었다. 연자방아, 연자매, 물방아를 소재로 한 시가(詩歌)가 조선시대에 이르러 많이 불리게 된 것은 그때에는 정곡 및 제분용 수차가 농촌에서 일반화한 데서 나온 것이다.  그러나 양수기로서의 수차는 전통적인 용골차 이외에도 세종대(世宗代)에 만든 통차를 정부의 노력으로 보급하였으나 널리 보급되지는 못하였다. 그 이유는 무엇보다도 농민들이 가난 때문에 수차를 만들 만한 여유가 없었고, 우리나라의 지세(地勢)와 자연조건(自然條件)에서 볼 때 대체로 천수(天水)로써 만족할 수 있는 때가 많았고, 가뭄이 심할 때에는 수차를 돌릴 만한 물이 흐르지 않았기 때문에 사실상 쓸모가 별로 없었다. 가난한 농민들은 양수기가 필요할 때에는 아무런 부담 없이 쉽게 쓸 수 있는 두레나 용두레가 노력이 많이 들고 원시적이긴 했지만 더욱 쓸모 있는 것이었다.

## 화포주조기술
고려가 망하고 조선이 수립되면서 고려 말에 성행했던 각종 화기(火器)와 화약(火藥)의 제조는 이성계(李成桂)의 권력 집중을 위한 방편으로서의 소극정책으로 불꽃놀이(火戱)와 최무선(崔茂宣) 부자(父子)의 개인적 노력으로 겨우 그 명맥이 유지될 정도로 정체되었다. 화약은 정월(正月) 설놀이의 하나였던 불꽃놀이를 위해서 제조되고 소비되었으며, 화포(火砲)는 녹슬어 갔다.  태조(太祖)는 화기의 제조에 소극적이었지만 태종(太宗)은 적극적인 관심을 가지고 태종 1년(1401)에 최해산(崔海山)을 등용함으로써 조선 화기발달의 새로운 계기를 마련하였다. 이와 같은 태종의 적극적인 관심은 태조 초에 한때 잠잠한 듯하던 왜구(倭寇)가 다시 창궐하기 시작된 데서 자극을 받은 것이며, 또 북방의 여진족(女眞族)을 정벌하기 위하여 취해진 조처였다. 태종 9년(1409) 1월에는 철령전(鐵翎箭) 수십개씩을 장탄(藏彈)한 동통(銅▩)을 소차(小車)에 싣고 달리면서 화약으로써 발사하는 일종의 장갑차인 화차(火車)를 개발하였고, 화산기의 제조와 그 발사시험을 거의 매년 거듭하여 드디어는 석탄자(石彈子)와 같은 탄환(彈丸)의 발사시험에 성공하였다. 태종 13년(1413)경에 명(明)의 난파선(難破船)에서 얻은 완구(碗口)를 본따서 대중소의 세 가지 완구 20문을 최해산이 제조함으로써 완전히 기틀이 잡혔다.  세종대에 들어서면서 이른바 서북변경의 개척이 적극화하자 화기의 수요가 증대되었고, 따라서 화약의 생산량도 급속히 증대되었다. 당시 지방에서의 연생산량은 3,000근에 달했는데 화약의 연소비량은 약 8,000근이었으므로 중앙에서의 생산량은 5,000근가량 되었을 것으로 추산된다. 지방에서의 생산을 더욱 확대하지 못한 것은 염초(焰硝) 공납으로 화약비술(火藥秘術)이 보급되면 혹시 왜인(倭人)에게 전습될까 우려되었기 때문이다. 그래서 해안지방에서는 그 생산을 허락하지 않았다. 화포의 주조 및 화약제조 기술이 향상되면서 세종 중기부터는 중국기술의 모방에서 탈피하여 독자적인 경향이 대두되었다. 완구는 개량되고 화통명(火▩名)도 변경되어 중국식 화통과 구별케 했으며 발화(發火)라고 하는 새로운 화기가 만들어졌고, 통신용포(通信用砲)인 신포(信砲), 휴대에 간편한 소화포가 만들어졌다. 화포의 이름을 체계적으로 정리하여 대총통(大銃筒)에서부터 천자총통(天字銃筒), 지자총통(地字銃筒), 현자총통(玄字銃筒), 황자총통(黃字銃筒)이라 부르고, 명(明) 초의 소총통의 형식에 속하는 휴대용 화기를 승자총통(勝字銃筒)이라 이름지었다. 세종 15년(1433)에는 1발(發)에 4전(箭)까지 발사할 수 있는 화포전(火砲箭)이 발명되어 야인 정벌의 실전에 사용되어 크게 유효하였다.  이렇게 많은 종류의 화기가 제조되고 그 양(量)도 격증하게 되자 동(銅)의 공급량 부족 때문에 고민하게 되어, 일본으로부터 동을 수입하고 사원(寺院)의 종(鍾)까지 녹여서 충당하였으며, 동광(銅鑛)의 개발에 더욱 힘쓰는 한편, 철제(鐵制)화포를 만들려 하였으나, 수철(水鐵, 무쇠)을 연철(軟鐵)로 만드는 기술이 없어 어쩔 도리가 없었다. 그러나 철제 화포를 주조하려는 노력은 계속되었고 그것은 세종 26년(1444)에 이르러서야 당시 금속학의 권위자였던 이천의 노력으로 국경 변방의 여진족에게서 얻은 중국 철제기술을 바탕으로 성공을 거둘 수 있었다.  문종(文宗) 1년(1451)에는 문종의 창안으로 신형 화차를 만들었는데, 그것은 차 위에 가자(架子)를 만들어 그 안에 중신기전(中神機箭) 100개 또는 사전총통(四箭銃筒) 50개를 설치하고 심지에 불을 질러 차례로 쏘게 한 것이다. 태종대에 처음으로 나타났던 화차는 실전(實戰)에서 사용된 것 같지 않으나, 문종의 화차는 임진왜란 때 변이중(邊以中)에 의하여 실전에서 크게 활용되었다. 조선전기의 화기제조는 그 발달과정에서 볼 때 사실상 문종대에서 끝났다고 볼 수 있다. 임진왜란이 일어나기까지는 한두 가지 새로운 화기가 눈에 뜨이기는 하나, 화기발달의 흔적은 거의 찾아볼 수 없었다.

## 조선의 조선기술
조선의 조선기술은 한 마디로 전선(戰船)의 건조로 특징지을 수 있다. <경국대전(經國大典)>에 의하면 조선 초기의 군선(軍船)에는 대맹선(大猛船), 중맹선(中猛船), 소맹선(小猛船)의 3종류가 있었다. 대맹선은 수군(水軍) 80명이 타고, 중맹선에는 60명, 소맹선에는 30명이 탔다. 이 밖에 무군(無軍) 대·중·소맹선이라는 예비선(豫備船) 내지는 비전투용 함선(艦船)이 있었다. 이러한 전선들의 조선기술은 고려의 조선기술과 남송(南宋)의 원양항해선의 전통을 계승하여 주로 해전용(海戰用) 선박으로 개량된 조선식 선박이었다. 조선식 선형(船型)의 특징은 대체로 길이에 비하여 폭이 넓다는 것이며 따라서 선체가 길쭉하지 못하고 가운데가 너무 부른(膨) 것이 결점이며, 또한 선재(船材)의 판(板)이 너무 두꺼워서 둔중(鈍重)하고 속력이 느렸다. 그것은 조선의 선박이 원양항해용이 아니라 연해용(沿海用) 및 해양 방어용으로 설계되었기 때문에 견고함을 위주로 건조되었다는 사실을 알 수 있다.  그러면서도 조선에서는 배의 속력을 빠르게 하기 위하여 여러 가지로 노력하였다. 그러나 그것은 병선(兵船)에 대한 것이지 상선(商船)이나 어선(漁船)에 대한 것은 아니었다. 태조-태종(太宗)대에는 특히 조선 형식의 장점을 도입하려는 일본선박의 움직임이 대두되었고 세종(世宗) 12년(1430)에는 여러 외국 선박에서와 같이 철정(鐵釘)을 써서, 생목(生木)으로 급조(急造)하여 목정(釘)을 씀으로써 일어나는 폐단을 없애기 위해서 일본 조선형식에 따라 배를 만들기로 하였다. 그리하여 세종 15년(1433)에는 유구선장(流球船匠)이 철정을 써서 만든 배(철의 소요량 3,352근)와 사수색(司水色)에서 하체(下體)는 철정과 목정을 반씩 쓰고 상장(上粧)은 모두 철정을 써서 만든 배(철 소요량 1,800근과 1,900근) 3척을 진수시켜 16년(1434)에 한강(漢江)에서 그 장단점을 비교하여 개량에 참고로 했고, 세종 27년(1445)에는 귀화왜인(歸化倭人)에게 호군직(護軍職)을 주어 배를 만들게 하여 시험한 결과 공비(工費)가 2배나 들고 판(板)이 얇아서 파선하기 쉽다는 이유로 시행하지 않은 것으로 볼 때 조선은 여전히 생목을 써서 목정과 철정을 섞은 배를 만들었다고 생각된다. 그들은 생목을 쓰는 대신 철정을 안쓰고 목정을 많이 쓰는 것으로 배의 중량을 줄이려고 시도했다. 그러나 일본선의 쾌속에 대한 미련은 버릴 수 없어 세조(世祖)대에도 성종(成宗)대에도 그러한 속도 시험은 계속되었다. 조선에서 이와 같이 일본선에 대한 쾌속을 따르려고 애썼으면서도 끝내 그것을 완전히 받아들이지 않은 주요인은 조선비용과 시일이 거의 2배나 든다는 데 있었다.

## 조선전기의 성곽 축조기술
조선의 성곽은 고대로부터 산성(山城)을 중심으로 발달하였으며 평지성(平地城)은 중국의 영향으로 쌓기 시작하였다. 조선 초까지는 토축(土築)과 석축(石築)기술에 실질적인 발달이 없었고 토성(土城)과 석성(石城)이 혼합 축조되었다. <태조실록(太祖實錄)>에 보면 태조 5년(1396) 한양도성(漢陽都城)의 축조공사에 대한 기사가 보이는데, 높고 험한 곳에는 석성을 쌓고 평산(平山)에는 토성을 쌓았다고 하였다. 이 석성의 축조법은 자연석을 조잡하게 다듬어서 석회(石灰)를 쓰지 않고 그대로 차곡차곡 쌓아올리고 틈새를 소석(小石)으로 메운 것으로 삼국시대 이래의 옛방법을 그대로 답습한 것이었다. 그것은 대석(大石)을 땅 속에 박아서 기초를 만들고 약 15°내외의 경사로 석축(石築)하였다. 이러한 축조방법은 예부터 민가의 돌담을 쌓는 데서도 찾아볼 수 있다.  성곽의 축조기술은 세종 때에 이르러 크게 향상되어 근대적 양식을 갖추기에 이르렀다. 세종 3년(1421)부터 시작된 도성의 수축공사(修築工事)에서 종래의 토성은 완전히 석성으로 개축되어 토성과 석성의 혼합양식에서 석성 일색으로 발전하는 계기를 마련했고, 성벽 내외의 양측 통로를 넓이 15척(尺)으로 하여 순시(巡視)케 하였다는 것 등의 형식상의 발전뿐 아니라 공사에 사용된 물자(物資)에는 철(鐵)이 106,199근(斤), 석회(石灰)가 9,610석(石)이나 들어 있었다는 사실은 기술상의 향상을 엿보게 하는 증거의 하나이다. 이 성곽은 태조 때의 축조법과는 달리 모두 깨끗이 다듬은 50×20cm 내외의 화강석(花崗石)으로 잘 쌓아 올렸는데, 6m 높이의 아래 부분 약 1/3은 비교적 대석을 써서 안정을 꾀하였고, 석회를 사용하여 더욱 견고하게 하였다. 성곽의 경사는 태조의 경우와 같이 약 15°내외였고 두께는 기초가 약 4m, 위가 1.2m로, 자연석을 써서 내벽을 쌓았다.

## 풍수지리학
신라 말 도선(道詵)에 의하여 기틀이 잡히고 고려 태조의 정치이념 속에서 완전히 자라난 우리나라의 풍수지리학은 혼란했던 전란기를 거듭하는 동안 민간신앙과 연결되어 미신적인 것으로 변형되어 갔으며, 조선 태조 때의 여러 중신(重臣) 학자들에게도 고려가 망한 이유가 송도(松都)의 지기(地氣)가 이미 쇠진(衰盡)하였다는 풍수설이 지배적으로 작용하고 있었고 태조 자신도 그렇게 믿고 있었다. 그리하여 조선에서의 지리학적 활동의 시작은 새 왕조의 도성(都城)을 결정하기 위한 풍수지리적 움직임에서 비롯되었다. 태조 3년(1394) 2월에는 <동국역대제현비록(東國歷代諸賢秘錄)> 일명 <지리비록촬요(地理秘錄撮要)>를 편찬하여 완성하였다. 이 책은 고려 서운관(書雲觀) 소장의 풍수지리서들과 이른바 <비록(秘錄)> 등을 조사연구한 것인데 새 토성의 후보지를 결정하기 위한 논의(論議)의 이론적 근거가 되었다. 같은 해 7월에는 음양지리학(陰陽地理學)을 위한 음양산정도감(陰陽刪定都監)이 설치되었다. 이 전문기구는 고려의 산천신보도감(山川神補都監)이 실천적인 것인 데 반하여 이론적인 연구를 위하여 세워진 특수기구였다. 이렇게 절정에 달한 듯하던 풍수지리학의 발전은 태종(太宗)의 즉위와 더불어 그의 정치이념이 유교주의를 견지한 왕권확립과 과학정신에서 출발함으로써 좌절되었다.

## 의학
의학도 많은 발전이 있었는데, 이 방면의 성과 중에서 특히 《향약집성방(鄕藥集成方)》, 《의방유취(醫方類聚)》, 《동의보감》 등은 조선시대 의학의 우수한 수준을 단적으로 드러낼 수 있는 명저들이었으며, 이와 동시에 유명한 의사·의학자도 많이 배출되었다. 
의학은 역학(譯學)과 더불어 국가에서 장려한 잡학의 하나였으며, 실제로 총명한 학도 중에서 의학을 하는 이가 많았다. 왕실과 국민보건에 대한 관심이 그만큼 컸었다.
먼저 약재에 대한 이론서로는 1428년(세종 10년)에 《향약채취월령(鄕藥採取月令)》을 편찬하여 한국에서 생산되는 수백 종의 약재를 소개했으며, 1433년(세종 15년)에는 이를 더욱 발전시켜 노중례(盧仲禮) 등이 《향약집성방》(鄕藥集成方)》(85권)을 편찬하였다.
이 책은 7백여 종의 국산 약재를 소개하고, 1천 종에 가까운 병증에 대한 치료·예방법을 제시하고 있다.
한편, 1445년(세종 27년)에는 동양의학에 관한 서적과 이론을 집대성한 의학백과사전인 《의방유취(醫方類聚)》(365권)가 전순의(全循義) 등이 편찬하였다.
이 책에는 153종 내외의 의학책들이 부문별로 망라되어 있는데, 이렇게 방대한 의학백과사전이 편찬된 것은 세계에서 처음이다.
17세기 초 광해군에 편찬된 《동의보감》은 이러한 축적이 바탕이 되어 이루어진 것이다. 의학의 발달은 특히 박물학 및 도교와 깊이 관련되어 있어 조선 초기 이 방면의 이해 수준이 높았음을 아울러 보여준다.

## 활자
조선시대의 교육 진흥에 따른 활발한 서적 편찬 사업은 활자의 개량과 인쇄술 및 제지술의 발달을 크게 자극시켜 많은 기술의 진전이 있었다. 
이미 13세기경에 세계 최초로 발명되어 쓰이기 시작한 금속활자는 조선 초기 이후 더욱 개량되어, 계미자(태종 3년)·경자자(세종 3년)·갑인자(세종 16년) 등이 차례로 주자소에서 주조되었다. 그 중에서 특히 갑인자(甲寅字)는 글자 모습이 아름답고 인쇄하기에 편하게 주조되었을 뿐 아니라, 활자가 20여만 개나 되어 가장 우수한 활자로 꼽힌다.
활자 만드는 데 쓰는 금속은 처음에는 납이었으나 세종 18년부터는 그보다 강한 구리를 쓰기 시작했다. 하루에 만드는 활자주조 수량은 독일의 구텐베르크가 만든 수량의 약 10배에 달하는 3,500자 정도나 되었다.
또 종전에는 밀(蜜)을 써서 활자를 고정시키는 방법을 썼으나, 세종 때부터는 식자판(植字版)을 조립하는 방법을 창안하여 종전보다 두 배 정도의 인쇄 효율을 올리게 되고 인쇄 효과도 훨씬 선명하게 되었다.
조선 초기에 가장 큰 인쇄소는 교서관이었는데, 이곳에서는 140여 명의 인쇄공이 소속되어 당시로는 세계 최대 규모를 자랑했다.
지방에서도 감영이나 사찰·향교 등에서 목판 인쇄에 따른 출판 활동이 활발했고, 개인도 목판으로 문집을 찍어내는 예가 허다하였다. 조선 초기의 교육 수준이 높고 향촌에까지 서적이 보급될 수 있었던 것은 출판·인쇄 기술의 발달이 큰 요인이 되었다.
세종 때 학자 변계량이 쓴 《갑인자발(甲寅字跋)》에 “인쇄되지 않은 책이 없고 배우지 않은 사람이 없다.”라고 한 것은 다소 과장된 표현이긴 하지만, 조선 초기 출판문화의 높은 수준을 말해 준다. 한국의 인쇄 기술은 일본·중국 등 이웃나라의 인쇄 기술의 발전에 적지 않은 영향을 주었다.